# Xã Mills, Quận Bond, Illinois
Xã Mills (tiếng Anh: Mills Township) là một xã thuộc quận Bond, tiểu bang Illinois, Hoa Kỳ. Năm 2010, dân số của xã này là 552 người.